# Ramphotyphlops nema
Ramphotyphlops nema este o specie de șerpi din genul Ramphotyphlops, familia Typhlopidae, descrisă de Eddie L. Shea și Horner 1997. Conform Catalogue of Life specia Ramphotyphlops nema nu are subspecii cunoscute.